# Centrum Operacji Lądowych – Dowództwo Komponentu Lądowego
Centrum Operacji Lądowych – Dowództwo Komponentu Lądowego (COLąd-DKL) – zostało sformowane 1 lipca 2014 roku na bazie przeformowanego 2 Korpusu Zmechanizowanego w Krakowie. Przeznaczone jest do realizacji zadań związanych z planowaniem użycia i dowodzeniem elementami ugrupowania bojowego komponentu lądowego wydzielonymi w podporządkowanie Dowódcy Operacyjnego RSZ w operacji połączonej w czasie pokoju, kryzysu i wojny, w układzie narodowym, koalicyjnym i sojuszniczym. Centrum jest jednostką podległą Dowództwu Operacyjnemu Rodzajów Sił Zbrojnych.
Na bazie COLąd-DKL od 2023 r. formowane jest Dowództwo 2 Korpusu Polskiego - Dowództwo Komponentu Lądowego.

## Tradycje
Decyzją nr 71/MON z dnia 13 marca 2015 roku jednostka przejęła i z honorem kultywuje dziedzictwo tradycji:
- II Korpusu gen. Józefa Hauke-Bossaka (1863-1864)
- II Korpusu Polskiego na Wschodzie (1917-1918)
- Okręgu Generalnego Kraków (1918-1921)
- 2 Armii (1920-1922)
- Okręgu Korpusu nr V (1921-1939)
- Armii Kraków (1939)
- 2 Korpusu Polskiego (1943-1947)
- 2 Armii Wojska Polskiego (1944-1945)
- Dowództwo Okręgu Wojskowego nr V Kraków (1945-1954)
- Krakowskiego Okręgu Wojskowego (1992-1998)
- Korpusu Powietrzno-Zmechanizowanego (1999-2001)
- 2 Korpusu Zmechanizowanego im. gen. broni Władysława Andersa (2001-2014)

Na podstawie tej samej decyzji COLąd-DKL przejęło sztandar przeformowanego 2 Korpusu Zmechanizowanego (na okres 18 miesięcy) oraz przyjęło imię generała broni Władysława Andersa. Święto jednostki zostało ustanowione na dzień 18 maja – na pamiątkę zatknięcia biało-czerwonej flagi na ruinach klasztoru na Monte Cassino przez żołnierzy 2 Korpusu Polskiego w 1944 roku.
Decyzją nr 143/MON z dnia 10 października 2018 w Centrum Operacji Lądowych-Dowództwie Komponentu Lądowego wprowadzono proporzec rozpoznawczy dowódcy, oznakę rozpoznawczą oraz proporczyk na beret żołnierzy.
Decyzją nr 2/MON z dnia 11 stycznia 2019 w jednostce wprowadzono odznakę pamiątkową oraz nowy wzór proporczyka na beret żołnierzy.

Insygnia
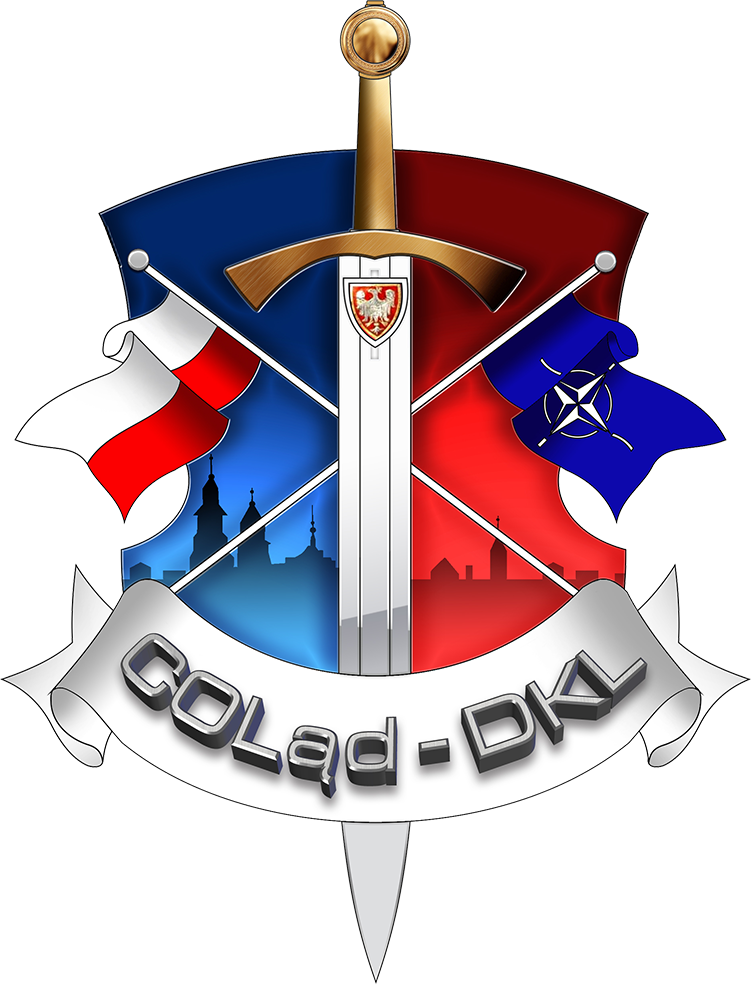
Logo COLąd-DKL
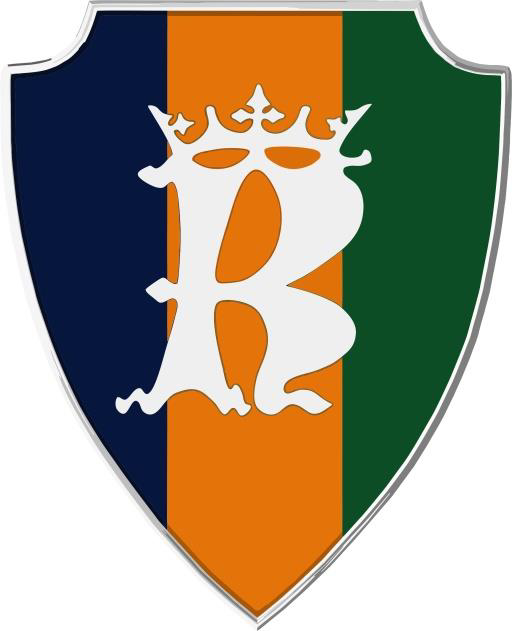
Oznaka rozpoznawcza na mundur wyjściowy
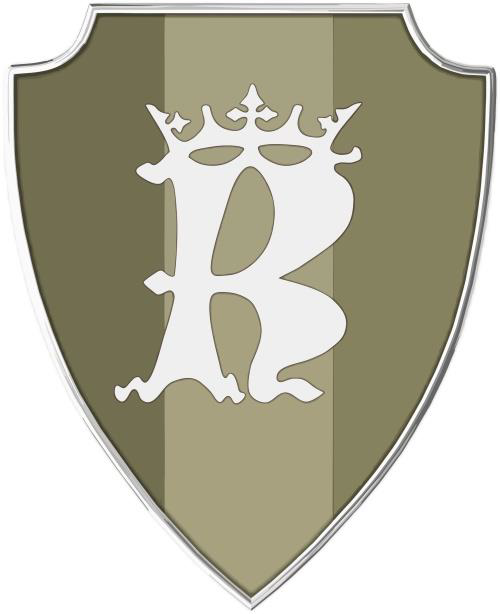
Oznaka rozpoznawcza na mundur polowy
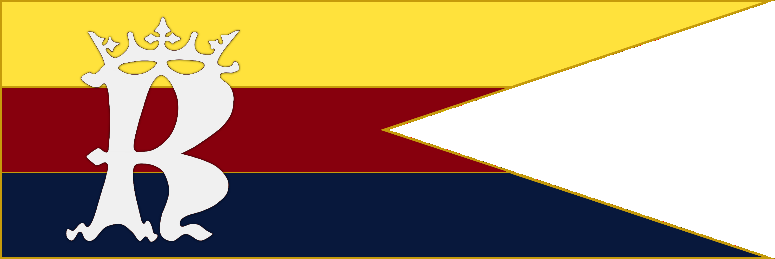
Proporczyk na beret (wzór 2018)
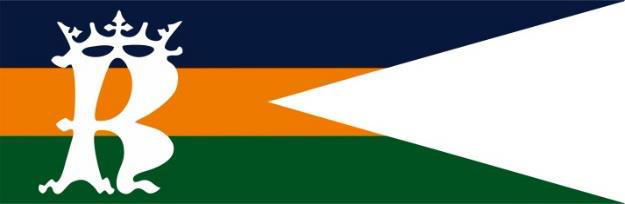
Proporczyk na beret (wzór 2019)
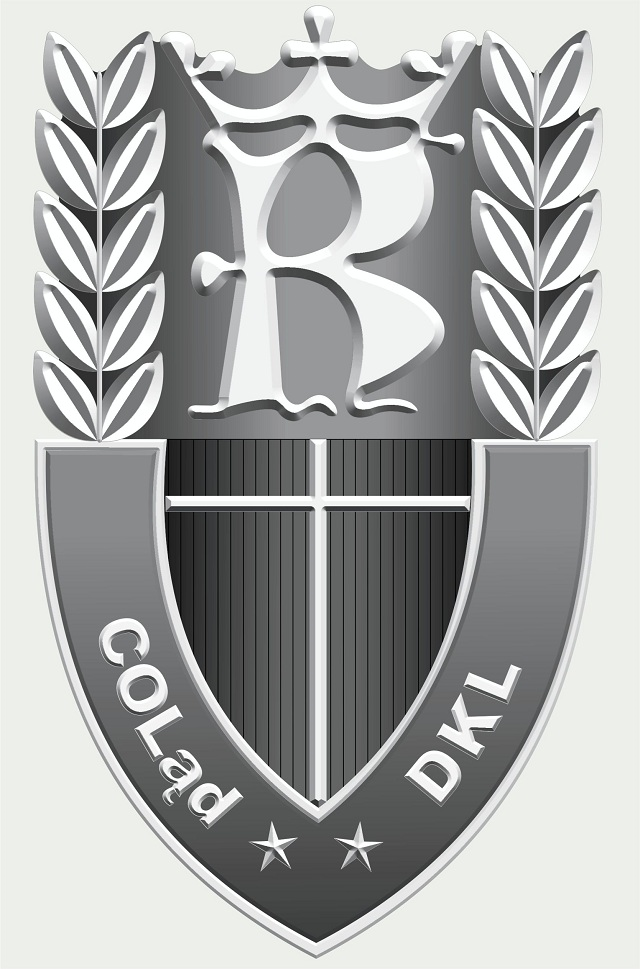
Odznaka pamiątkowa 2019

## Dowódcy
- gen. bryg./dyw. dr Cezary Podlasiński[7] (01.07.2014–03.07.2017)
- gen. bryg./dyw. dr Sławomir Kowalski (03.07.2017–19.12.2020)[8]
- p.o. gen. bryg. Ryszard Pietras (19.12.2020–02.11.2021)[8][9]
- gen. dyw. Stanisław Czosnek (02.11.2021–11.2023)[9]
- p.o. gen. bryg. Ryszard Pietras (11.2023– )[10]